# Laura Breckenridge
Laura Marie Breckenridge (Flourtown, 22 agosto 1983) è un'attrice statunitense, conosciuta per il ruolo di Rose Sorelli nella serie tv Related.

## Filmografia

### Cinema
- Went to Coney Island on a Mission from God... Be Back by Five, regia di Richard Schenkman (1998)
- Southern Belles, regia di Paul S. Myers e Brennan Shroff (2005)
- Havoc - Fuori controllo (Havoc), regia di Barbara Kopple (2005)
- Loving Annabelle, regia di Katherine Brooks (2006)
- I Hate Musicals, regia di Stewart Schill – cortometraggio (2007)
- Tres, regia di Paula Christensen, Anna Christopher e Rob Weiermair (2007)
- Let Them Chirp Awhile, regia di Jonathan Blitstein (2007)
- The Favor, regia di Eva Aridjis (2007)
- Beautiful Loser, regia di John Nolte (2008)
- Amusement, regia di John Simpson (2008)
- Hit and Run, regia di Enda McCallion (2009)
- BoyBand, regia di Jon Artigo (2010)
- G. Redford Considers, regia di David Brundige – cortometraggio (2012)

### Televisione
- The Jersey – serie TV, episodio 66 (2000)
- Definitely Maybe – serie TV, episodio 1x01 (2001)
- Boston Public – serie TV, episodio 1x17 (2001)
- Related – serie TV, 19 episodi (2005-2006)
- Gossip Girl – serie TV, episodi 2x16-2x17-2x18 (2009)
- Drop Dead Diva – serie TV, episodio 2x08 (2010)
- CSI - Scena del crimine (CSI: Crime Scene Investigation) – serie TV, episodio 11x03 (2010)
- Grey's Anatomy – serie TV, episodio 7x16 (2011)
- A Christmas Kiss - Un Natale al bacio (A Christmas Kiss), regia di John Stimpson – film TV (2011)
- CSI: NY – serie TV, episodio 8x10 (2012)
- Blue Bloods – serie TV, episodio 3x08 (2012)
- The Mob Doctor – serie TV, episodi 1x05-1x12 (2012-2013)
- Bobbington – serie TV, episodio 1x01 (2013)
- The Michaels, regia di Bradford May – film TV (2014)
- Cercasi Michael disperatamente (The Michaels), regia di Bradford May – film TV (2014)
- Criminal Minds – serie TV, episodio 11x03 (2015)
- Rizzoli & Isles – serie TV, episodio 6x09 (2016)
- Bull – serie TV, episodio 1x17 (2017)

## Doppiatrici italiane
Nelle versioni in italiano delle opere in cui ha recitato, Laura Breckenridge è stata doppiata da:
- Letizia Ciampa in Amusement - Giochi pericolosi, Grey's Anatomy
- Monica Vulcano in Cercasi Michael disperatamente, Gossip Girl
- Domitilla D'Amico in A Christmas Kiss - Un Natale al bacio
- Valentina Mari in CSI - Scena del Crimine
- Perla Liberatori in Related
- Ilaria Latini in CSI: NY
- Benedetta Ponticelli in Bull